# Extrawettsteinina andromedae
Extrawettsteinina andromedae är en svampart som först beskrevs av Bernhard Auerswald, och fick sitt nu gällande namn av M.E. Barr 1987. Extrawettsteinina andromedae ingår i släktet Extrawettsteinina och familjen Pleosporaceae.   Inga underarter finns listade i Catalogue of Life.
I den svenska databasen Dyntaxa används istället namnet Wettsteinina andromedae för samma taxon.  Arten är reproducerande i Sverige.